# Corydoras semiaquilus
Espèce
Statut de conservation UICN

 LC  : Préoccupation mineure
Corydoras semiaquilus est une espèce de poissons-chats d'eau douce de la sous-famille des Corydoradinae (famille des Callichthyidae).

## Répartition

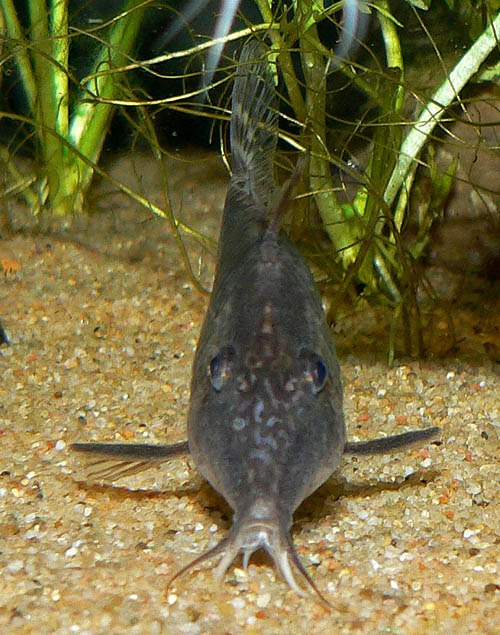

Ce poisson se rencontre au Brésil, en Colombie en au Pérou. Il vit en climat tropical dans les eaux au pH compris entre 6,0 et 8,0, d'une dureté de 2 à 25 DGH et d'une température comprise entre 22 et 26 °C.

## Description
Corydoras semiaquilus peut mesurer jusqu'à 60 mm, queue non comprise.

### Alimentation
Il se nourrit de vers, de crustacés benthiques, d'insectes et de végétaux.

### Reproduction
Il pond des œufs dans la végétation dense, les adultes n'ont pas la garde des œufs.

## Systématique
Le nom valide complet (avec auteur) de ce taxon est Corydoras semiaquilus Weitzman (d), 1964,.

### Étymologie
Son épithète spécifique, du latin semi, « demi », et aquilus, « couleur foncée », fait référence à la couleur sombre des écailles sur le dessus du corps.

### Publication originale
- (en) Stanley H. Weitzman, « One New Species and Two Redescriptions of Catfishes of the South American Callichthyid Genus Corydoras », Proceedings of the United States National Museum, Washington, Inconnu, vol. 116, no 3498,‎ 1964, p. 115–126 (ISSN 0096-3801 et 2377-6560, OCLC 1259735, DOI 10.5479/SI.00963801.116-3498.115, lire en ligne).